# Koninklijke grafkelder van het Escorial

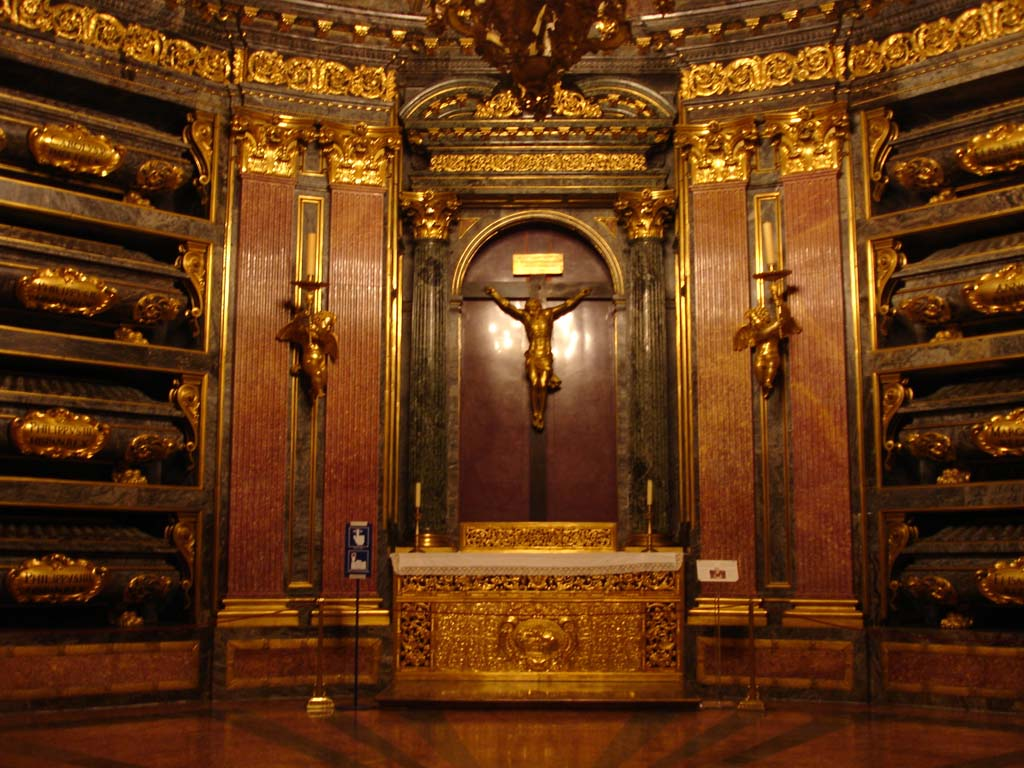

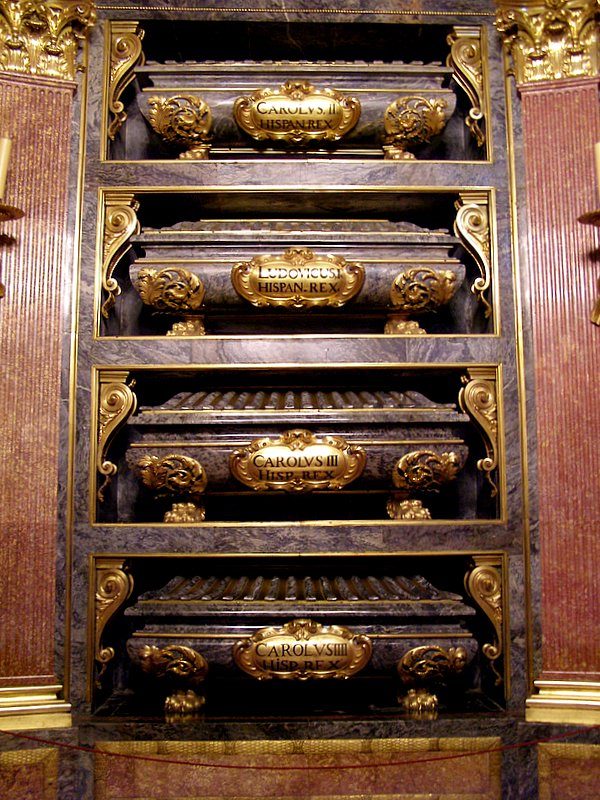

De Koninklijke grafkelder van het Escorial is de crypte van het Escorial, het abdijcomplex van Filips II van Spanje, gelegen bij de stad San Lorenzo de El Escorial, ongeveer 45 kilometer ten noordwesten van Madrid. Er zijn 26 graven in marmer aanwezig van de meeste koningen en koninginnen van de Spaanse Habsburgers en de Bourbons.

## Lijst van de graven
1. Keizer Karel V, koning van Spanje (1500-1558)
2. Isabella van Portugal, koningin van Spanje (1503-1539)
3. Filips II van Spanje, koning van Spanje (1527-1598)
4. Anna van Oostenrijk, koningin van Spanje (1549-1580)
5. Filips III van Spanje, koning van Spanje (1578-1621)
6. Margaretha van Oostenrijk, koningin van Spanje (1584-1611)
7. Filips IV van Spanje, koning van Spanje (1605-1665)
8. Elisabeth van Frankrijk, koningin van Spanje (1602-1644)
9. Maria Anna van Oostenrijk, koningin van Spanje (1634-1696)
10. Karel II van Spanje, koning van Spanje (1661-1700)
11. Maria Louisa van Savoye, koningin van Spanje (1688-1714)
12. Lodewijk I van Spanje, koning van Spanje (1707-1724)
13. Karel III van Spanje, koning van Spanje (1716-1788)
14. Maria Amalia van Saksen, koningin van Spanje (1724-1760)
15. Karel IV van Spanje, koning van Spanje (1748-1819)
16. Maria Louisa van Parma, koningin van Spanje (1751-1819)
17. Ferdinand VII van Spanje, koning van Spanje (1784-1833)
18. Maria Christina van Bourbon-Sicilië, koningin van Spanje (1806-1878)
19. Isabella II van Spanje, koningin van Spanje (1830-1904)
20. Frans van Assisi van Bourbon, koning-gemaal van Spanje (1822-1902)
21. Alfons XII van Spanje, koning van Spanje (1857-1885)
22. Maria Christina van Oostenrijk, (1858-1929)
23. Alfons XIII van Spanje, koning van Spanje (1866-1941)
24. Victoria Eugénie van Battenberg, koningin van Spanje (1887-1969)
25. Juan de Borbón, wettige troonopvolger (1913-1993)
26. Maria de las Mercedes van Bourbon-Sicilië, grootmoeder van de huidige Spaanse koning (Filips VI) (1910-2000)